# Большая Каменка (Татищевский район)
 Большая Каменка — село в Татищевском районе Саратовской области в составе сельского поселения Идолгское муниципальное образование.

## География
Находится на расстоянии примерно 13 километров по прямой на северо-восток от районного центра поселка Татищево.

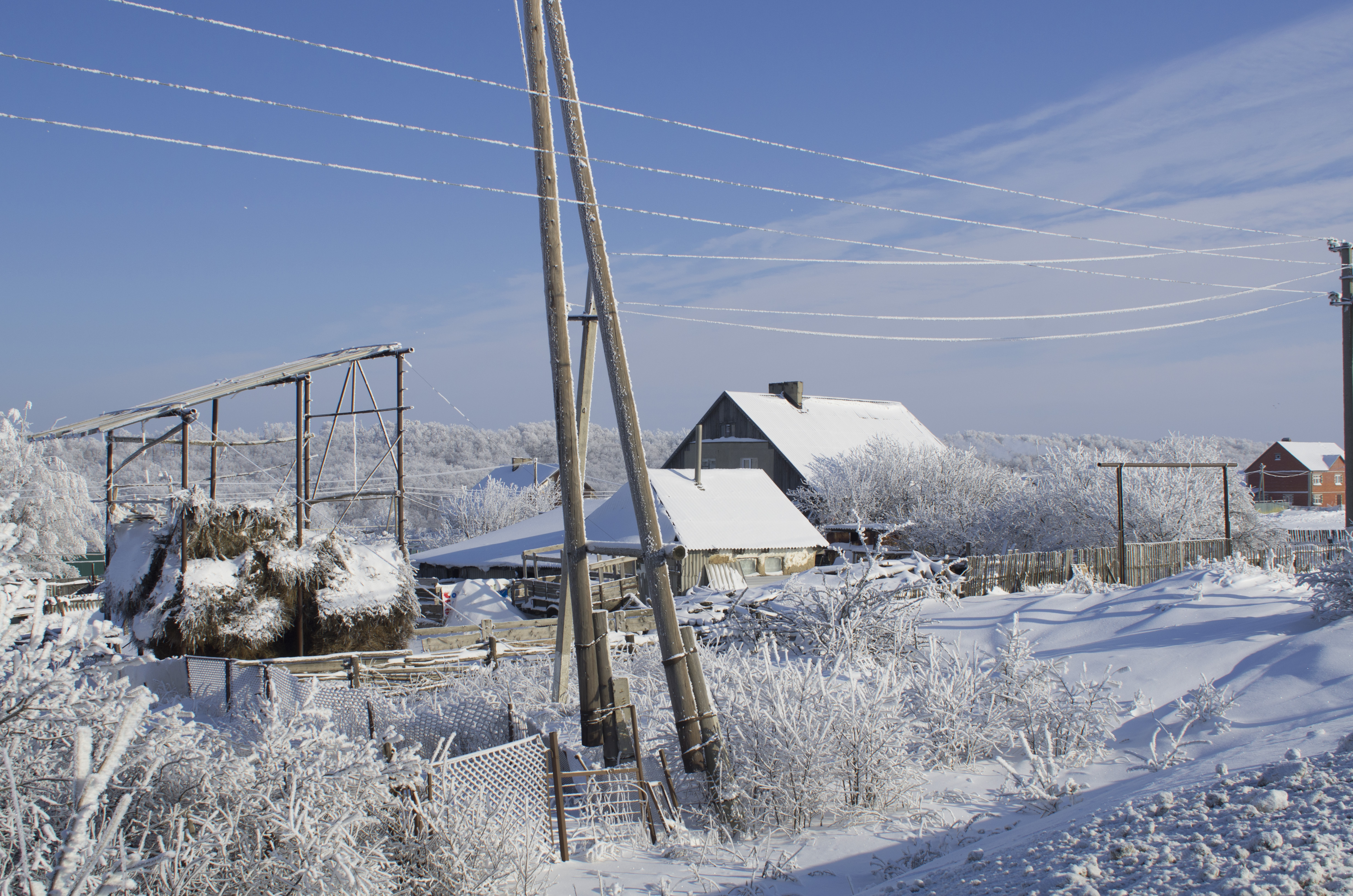
Зимнее село

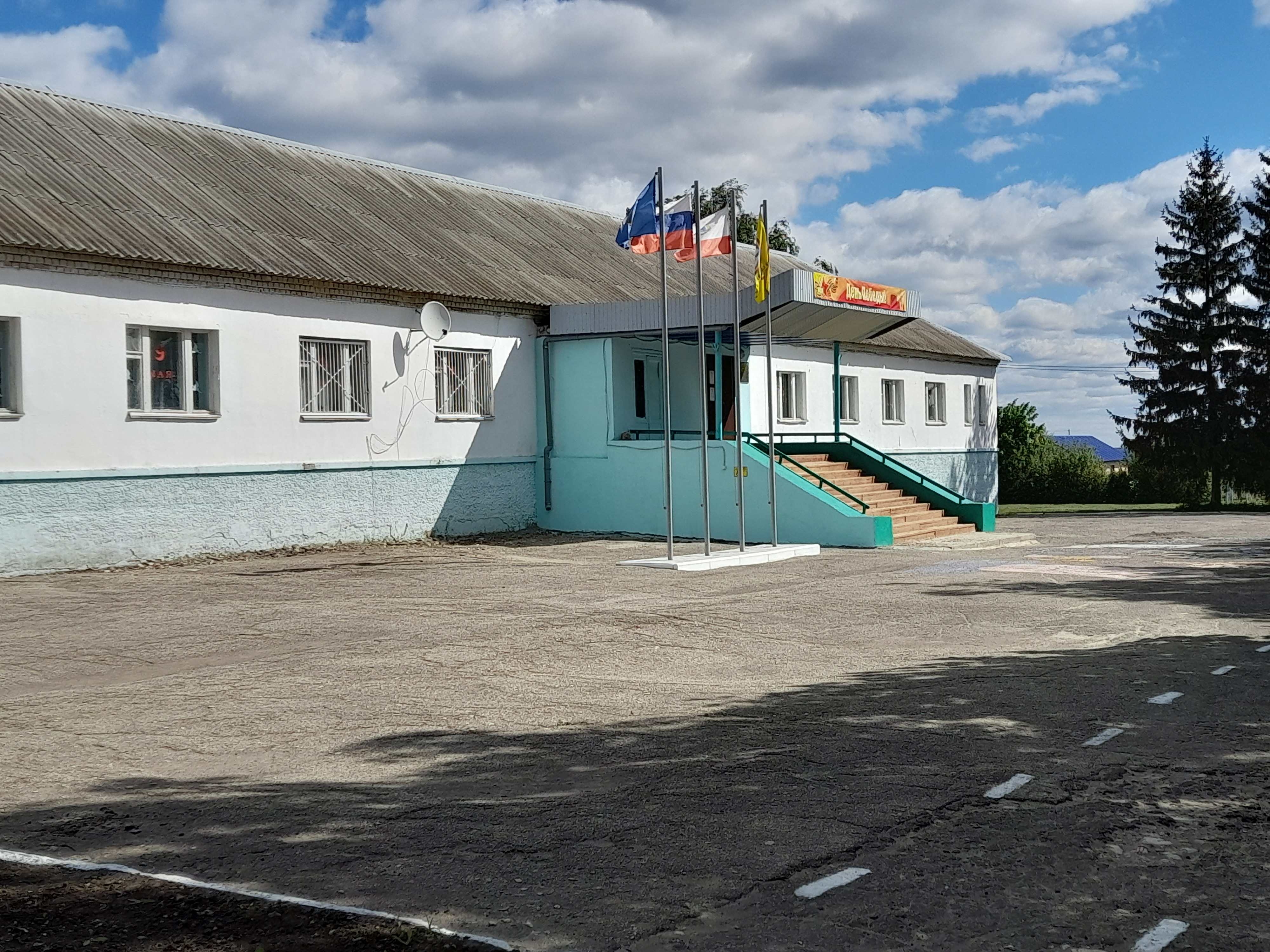
Сельская школа

## История
Село образовалось в 1766 году. Название села произошло от места его расположения, село начиналось под горой «Большой Камень».

## Население
Постоянное население составляло 607 человек в 2002 году (русские 84%) , 536 в 2010.

## Инфраструктура
В настоящее время работает школа, которая является филиалом «Средней общеобразовательной школы с. Вязовка». Также работает фельдшерско-акушерский пункт, почтовое отделение. На территории села действует 5 фермерских хозяйств.

## Фотогалерея
Село на фотографиях

Виды села
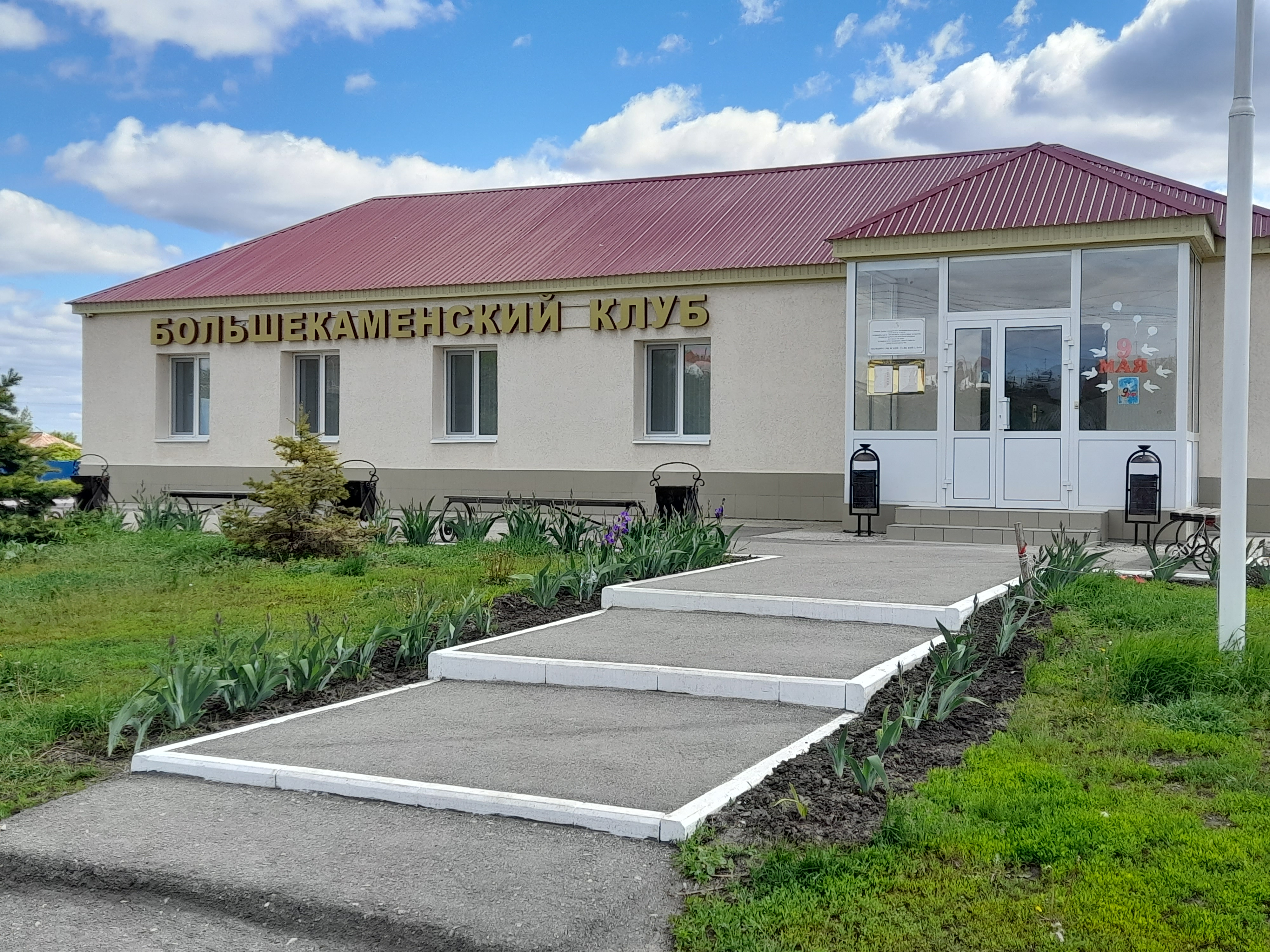
Дом культуры
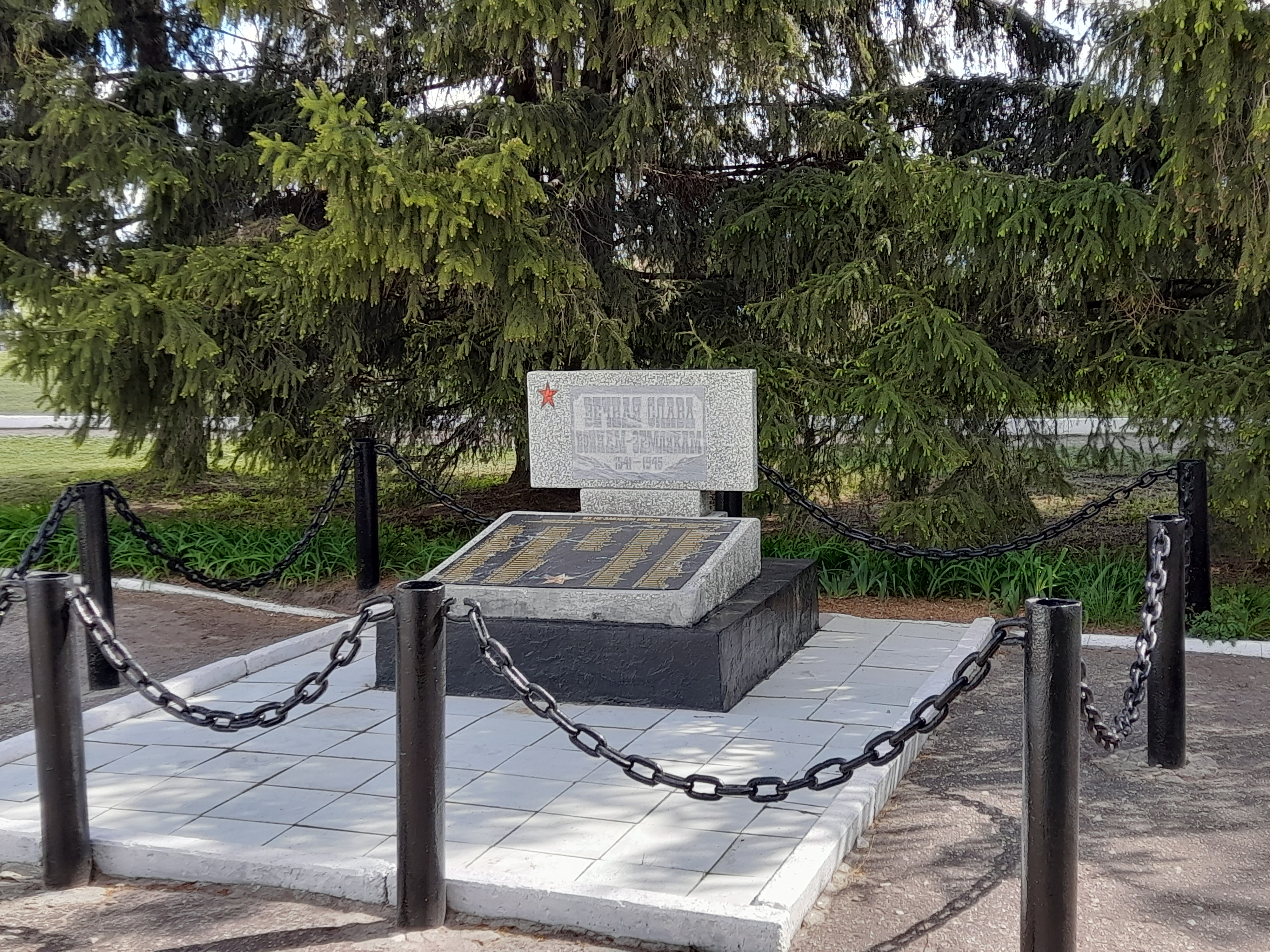
Памятник воинам
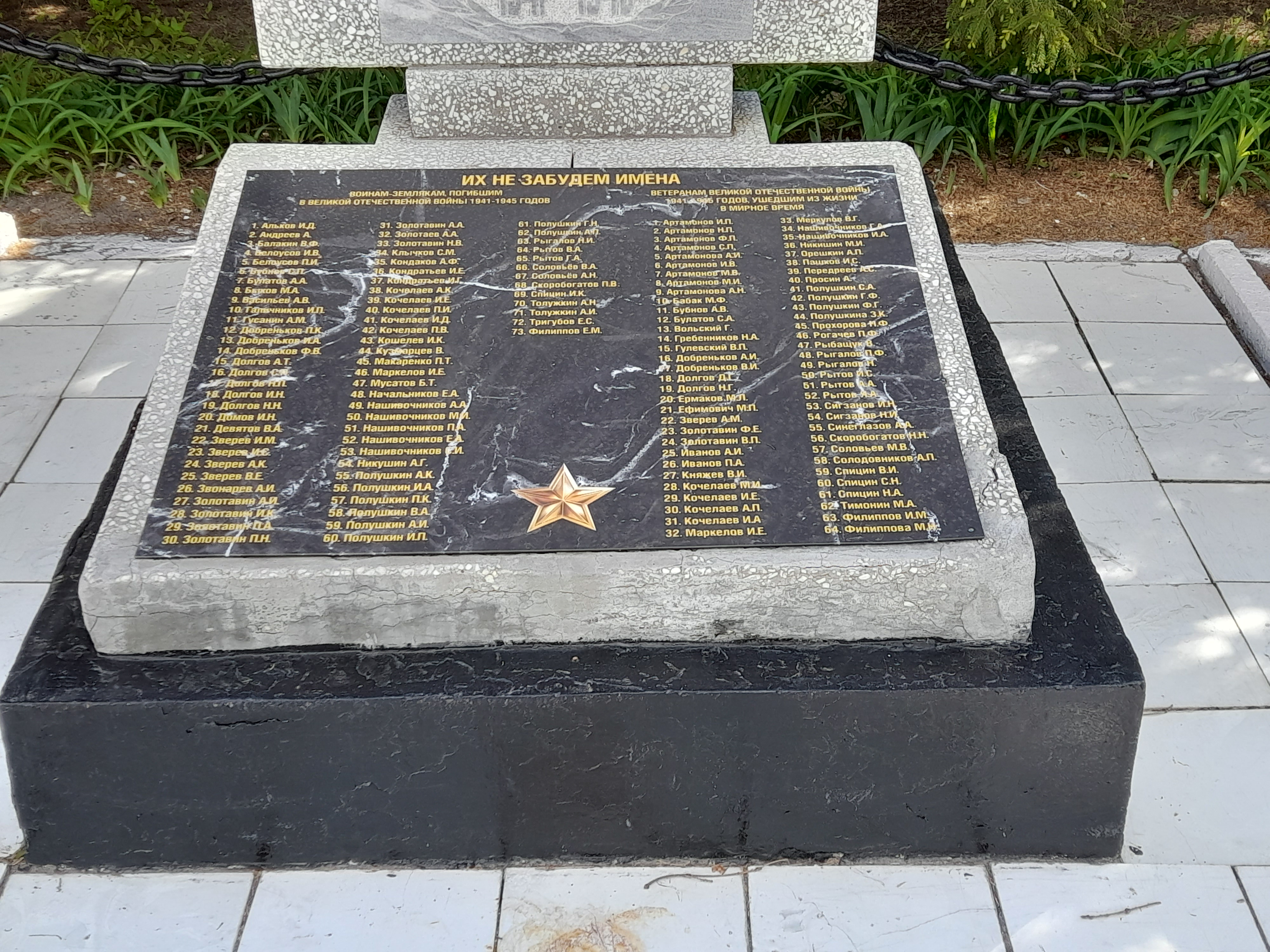
Списки односельчан
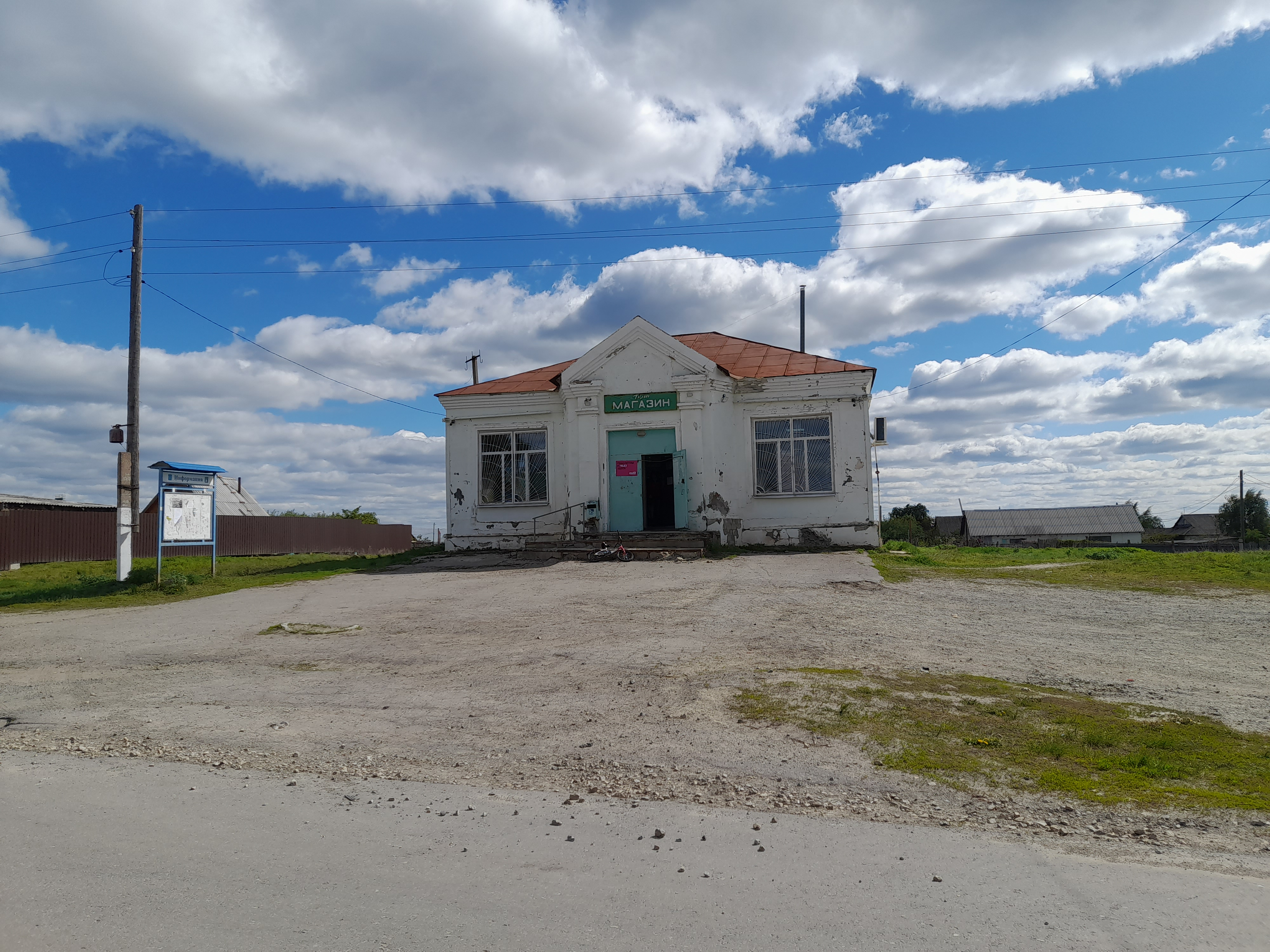
Магазин
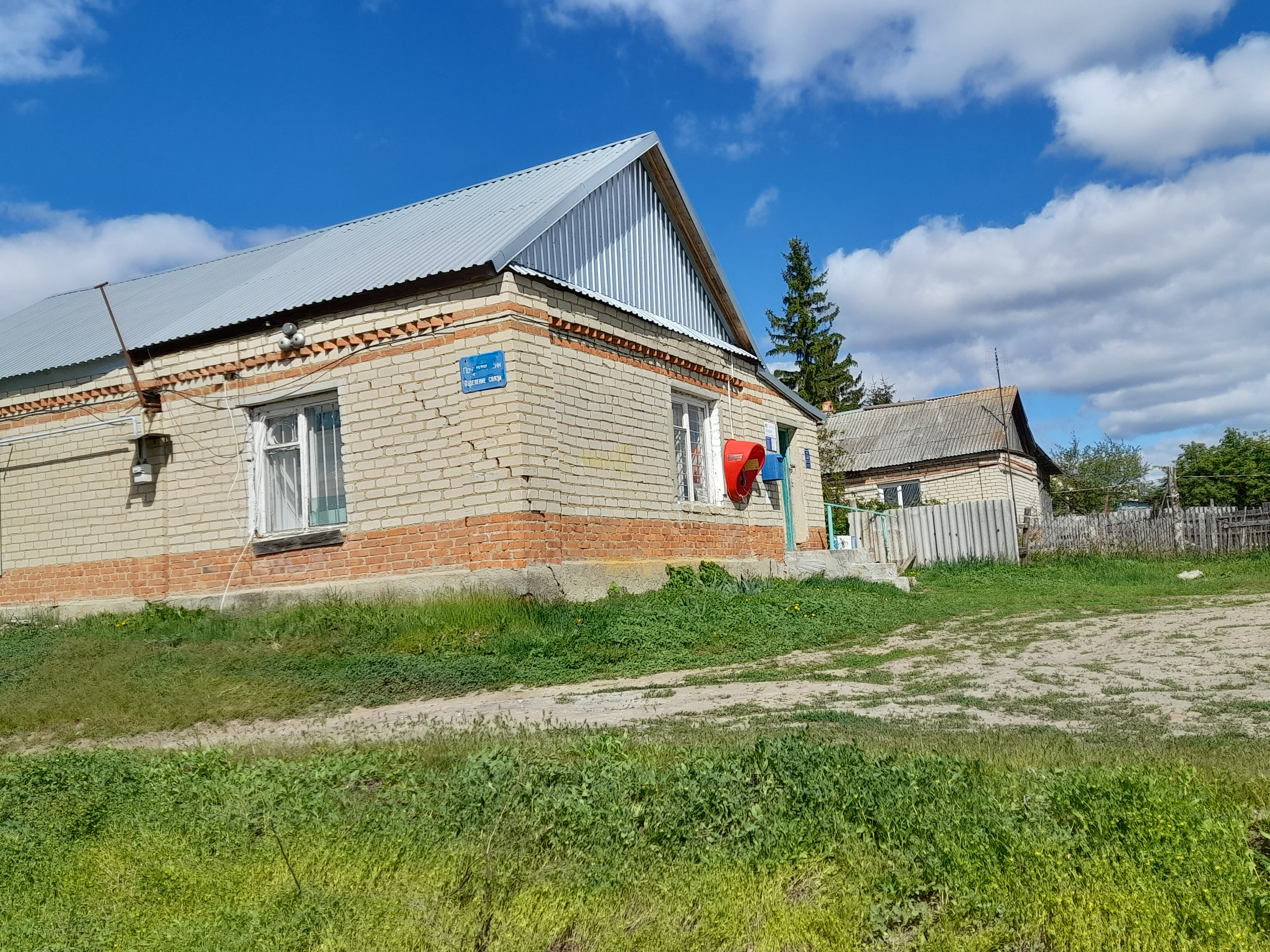
Почта